# Pattuglia anti gang
Pattuglia anti gang (Brigade antigangs) è un film del 1966 diretto da Bernard Borderie.